# Gratteri
Gratteri – miejscowość i gmina we Włoszech, w regionie Sycylia, w prowincji Palermo.
Według danych na rok 2004 gminę zamieszkiwało 1081 osób, 28,4 os./km².